# Secret Door (canción)
Secret Door es la canción número cuatro de la banda inglesa Arctic Monkeys, procedente de su tercer álbum Humbug.
En la canción se menciona a una mujer, la cual muchos especulan que trata, sobre quien por aquel entonces era la novia de Alex Turner, Alexa Chung
Fue lanzado el 19 de agosto de 2009, junto al resto de canciones del álbum.

## Créditos
Letra y vocales: Alex Turner
Batería: Matt Helders
Guitarra principal: Jamie Cook
Bajo: Nick O'Malley
Mezclado por: Rich Coastey
Producido por: Alain Johannes
Remasterizado por: Howie Weinberg